# Helmer Hedström (ingenjör)
Erik Helmer Lars Hedström, född 24 april 1899 i Gävle, död 13 juni 1988, var en svensk ingenjör och geofysiker.
Helmer Hedström var son till köpmannen Lars Hedström. Han avlade studentexamen i Falun 1917 och utexaminerades från Tekniska högskolans fackavdelning för bergsvetenskap 1923. Efter anställning vid Luossavaara-Kiirunavaara Aktiebolags gruvor i Kiruna samt i Centralgruppens Emissions AB 1923–1924 knöts han 1924 till det då startade AB Elektrisk Malmletning och utförde 1924–1927 geologiska och geofysiska undersökningar i Sydafrika och Rhodesia med flera länder. 1927 överfördes Hedström till ingenjörsstaben i AB Elektrisk Malmletnings då bildade amerikanska dotterbolag, Swedish American Prospecting Corporation i New York. Från 1931 var han överingenjör vid AB Elektrisk Malmletning i Stockholm och från 1934 även ledamot av bolagets styrelse. Från 1940 var han även styrelseledamot i Svenska Diamantbergborrnings AB, till vilket företag AB Elektrisk Malmletning 1934 anslöts som dotterbolag. Vid sidan därav var Hedström 1941–1944 VD för Fyleverken AB. Han bidrog till fullkomnandet av de geofysiska prospekteringsmetoderna, särskilt de elektriska, vid såväl malm- som oljeletning och vid bestämning av jorddjupet ned till fast berg. Hedström utarbetade självständigt de under 1940-talet mest använda elektriska malmletningsinstrumentet Turam och en metod för stratigrafiska undersökningar i borrhåll. Han bidrog även till utformandet av gravimetriska och seismiska instrument. Hans kunskaper låg i hög grad bakom den geofysiska undersökningen i Skåne. Som VD för Fyleverken utvecklade Hedström bolaget till Sveriges största producent av glassand, och var även delaktig i upptäckten av Bolidenmalmen. För sina insatser för utarbetande och förbättrande av de geofysiska metoderna för letning efter malm och olja hedrades Hedström 1939 av Ingenjörsvetenskapsakademin med dess guldmedalj, 1943 var han ordförande i geologiska föreningen i Stockholm.
Han var gift med Alma Giertz och far till Stig Giertz Hedström.